# Mouchnice
Mouchnice (en allemand : Mauchnitz) est une commune du district de Hodonín, dans la région de Moravie-du-Sud, en République tchèque. Sa population s'élevait à 299 habitants en 2020.

## Géographie
Mouchnice se trouve à 22 km au sud-est de Vyškov, à 29 km au nord de Hodonín, à 40 km à l'est-sud-est de Brno et à 223 km à l'est-sud-est de Prague.
La commune est limitée par Snovídky, Nemotice et Brankovice au nord, par Koryčany à l'est, par Kyjov au sud, et par Lovčice à l'ouest.

## Histoire
La première mention écrite du village date de 1350.